# Katrca Škrateljca
Katrca Škrateljca je literarni lik slovenske sodobne pravljice Majhnica in Katrca Škrateljca, ki jo je napisal slovenski pisatelj in pesnik Niko Grafenauer.

## Predstavitev literarnega lika
Katrca Škrateljca je domišljijski lik deklice Majhnice. Je majhna kot škrat in s seboj vedno nosi polno prgišče sončnih cekinov. Kot vsak otrok se tudi ona rada igra, najraje in če le more, se igra kukalnico. Ima veliko idej za igro, ki jih posreduje Majhnici, s katero se zelo zabavata in skoraj zaideta v nevarnost. Katrca Škrateljca skrbi za druge in jim rada pomaga, tako kot je pomagala Cvilimiški skriti se. 

## Vsebina zgodbe
V stanovanju je živela deklica z imenom Majhnica. Bila je zelo majhna, skrivala se je pred svetom in nihče je ni videl. Če je bila sama doma, se je najraje igrala kukalnico. Velikokrat je videla postave, ki so se približevale vratom. Začela je sanjariti, kako lepo bi bilo, če bi se lahko tudi ona pomanjševala ali povečevala. Naenkrat je zaslišala pesem in zagledala deklico, ki je imela v rokah cekine. Obstala je pred vrati. Bila je majhna kot škrat. Povedala je, da ji je ime Katrca Škrateljca. Majnica je od začudenja obnemela in nato h kukalu pristavila še drugo oko. Dogovorili sta se, da se bosta skupaj igrali kukalnico. Katrca Škrateljca je Majhnici razložila, kako se ona igra kukalnico: eno oko je za vrati, z drugim pa gledaš na hodnik – tako si pol zunaj, pol notri. S prvim očesom se narediš majhno in se pretihotapiš ven, z drugim očesom pa ostaneš noter, da ne bi bilo kaj narobe. Majhnica je zamižala in štela do tri - in prišla do Katrce Škrateljce. Naenkrat je začel lajati pes Dajtaco. Deklici sta bili jezni nanj, ker se je prišel igrat v njuno kukalnico, kuža pa je povedal, da išče muco Tecimuco. Povedali sta mu, da je nista videli in Dajtaco jo je šel iskat naprej. Majhnica in Katrca Škrateljca sta stekli za njim, da bi videli, kam jo je ucvrl pa tudi zato, da bi se povečali. Zdaj sta bili višji od mame, očeta in tudi od poštarja. Ko sta se hoteli pomanjšati, je pritekla Tecimuca in bila je ogromna, kot siamski tiger, ampak deklici se nista prestrašili, saj sta bili tudi onidve veliki. Tecimuca je iskala Cvilimiško, ki je nihče ni videl. Nato sta se deklici pomanjšali in prišla je Cvilimiška, ki se je zelo bala Tecimuce in je iskala ustrezno skrivališče. Prav tedaj sta pritekla Dajtaco in Tecimuca in slednja je hotela Cvilimiško pojesti. Takrat je proti Tecimuci planil Dajtaco in Majhnica je od strahu zaprla kukalno oko. Ko je oko spet odprla, pa bilo tam nikogar.  

## Odlomek
Majhnica in Katrca Škrateljca, stran 4
Katrca Škrateljca,

sreča te išče,

krajcarjev, vinarjev,

polno prgišče.

S hodnika se je zaslišalo drobno žvenketanje. Majhnica je nehala premišljevati in je samo še kukala, pa kako! Tisto oko, ki ga je prislanjala h kukalu, je imela čisto na peclju. Na hodniku je zagledala deklico, ki je presipala iz roke v roko polno prgišče sončnih cekinov. Uhajali so ji med prsti in se trkljali po tleh, da se je vse bleščalo od njih. Deklica je prihajala vedno bliže in se pomanjševala, dokler ni obstala tik pred vrati. Bila je majhna kot škrat. Še misliti ni bilo, da bi lahko dosegla zvonec in pozvonila. »Hej,« je rekla, »jaz sem Katrca Škrateljca. Glej, koliko sončnega drobiža imam. Morala ga bom spraviti v hranilnik, da ga vsega ne pogubim.« Imela je kot struna tenek glas. Majhnica je od začudenja onemela. Potem pa je urno pristavila h kukalu drugo oko. Katrca Škrateljca je še vedno stala pred vrati in cingljala s sončnimi zlati. Bilo je res.

## Analiza pripovedi
Teme:
- otroški strah
- otroška samota
- domišljijski svet

Pravljica je pripovedovana v pretekliku, v 3. osebi ednine. Osrednji literarni lik je otrok, deklica Majhnica, in njeno potovanje v domišljijski svet. Tam sreča Katrco Škrateljco. Pravljica se dogaja v realnem svetu in v dekličini domišljiji. Povod za potovanje v domišljijo je dolgočasje, saj je Majhnica sama doma. V pravljici se pojavi tudi vzorec home-away-home: otroški lik Majhnica se iz realnega sveta preseli v domišljijo in nato nazaj v realni svet. 

## Izdaja sodobne pravljice Majhnica in Katrca Škrateljca
- N. Grafenauer: Majhnica in Katrca Škrateljca, Borec, 1987, ilustrirala Marija Lucija Stupica